# Zbigniew Łuczyński
Zbigniew Łuczyński est un acteur, présentateur de télévision et journaliste polonais né le 9 octobre 1968 à Cracovie.

## Biographie
De 1988 à 1990, il est acteur au Théâtre Stefan Żeromski de Kielce (pl),.
Après avoir obtenu son diplôme, il remporte un concours de présentateur à TVP3 Kraków (pl), où il anime le programme d'information Kronika (pl). Il est correspondant à Cracovie, entre autres, pour les programmes d'information de la télévision polonaise et édite des programmes de la branche de Cracovie de la TVP. Il est à l'origine de l'émission Rekomendacje kulturalne.
Fin 2005, il s'installe à Varsovie, où il anime pendant plusieurs mois l'émission nationale Kurier (pl) sur TVP 3. Il passe ensuite à TVN, pour laquelle il présente le magazine Uwaga! (pl) entre 2006 et 2023. Du 29 décembre 2023 à février 2024, il est présentateur à TVP Info, où il anime des services d'information, tandis que le 30 décembre 2023, il fait ses débuts dans le journal télévisé 19.30 sur TVP 1,. Depuis le 5 mars 2024, il anime l'émission d'intervention Reporterzy sur TVP1,,.